# Elmwood—Transcona
Pour les articles homonymes, voir Elmwood.
Circonscription électorale fédérale du Canada
Elmwood—Transcona (auparavant Winnipeg—Transcona) est une circonscription électorale fédérale au Manitoba (Canada).
La circonscription se trouve dans l'est de la ville de Winnipeg entre la rivière Rouge et la limite municipale est, englobant notamment le quartier de Transcona.
Les circonscriptions limitrophes sont  Kildonan—St. Paul, Provencher, Saint-Boniface et Winnipeg-Nord.
Elle possède une population de 77 997 dont 57 561 électeurs sur une superficie de 46 km2.

## Historique
La circonscription d'Elmwood—Transcona a été créée en 2003 d'une partie de Winnipeg—Transcona.
| Législature                                                             | Années        | Député           | Député             | Parti         |
| ----------------------------------------------------------------------- | ------------- | ---------------- | ------------------ | ------------- |
| Winnipeg—Transcona issue de Winnipeg-Nord-Centre et Winnipeg—Birds Hill |               |                  |                    |               |
| 34e                                                                     | 1988–1993     |                  | Bill Blaikie       | Néo-démocrate |
| 35e                                                                     | 1993–1997     |                  | Bill Blaikie       | Néo-démocrate |
| 36e                                                                     | 1997–2000     |                  | Bill Blaikie       | Néo-démocrate |
| 37e                                                                     | 2000–2004     |                  | Bill Blaikie       | Néo-démocrate |
| Elmwood—Transcona                                                       |               |                  |                    |               |
| 38e                                                                     | 2004–2006     |                  | Bill Blaikie       | Néo-démocrate |
| 39e                                                                     | 2006–2008     |                  | Bill Blaikie       | Néo-démocrate |
| 40e                                                                     | 2008–2011     | Jim Maloway (en) |                    | Néo-démocrate |
| 41e                                                                     | 2011–2015     |                  | Lawrence Toet (en) | Conservateur  |
| 42e                                                                     | 2015–2019     |                  | Daniel Blaikie     | Néo-démocrate |
| 43e                                                                     | 2019–2021     |                  | Daniel Blaikie     | Néo-démocrate |
| 44e                                                                     | 2021–2024     |                  | Daniel Blaikie     | Néo-démocrate |
| 44e                                                                     | 2024–2025     | Leila Dance      |                    | Néo-démocrate |
| 45e                                                                     | 2025–actuelle |                  | Colin Reynolds     | Conservateur  |